# Streptognatha lepta
Streptognatha lepta är en hjuldjursart som beskrevs av Harry K. Harring och Myers 1928. Streptognatha lepta ingår i släktet Streptognatha och familjen Dicranophoridae. Inga underarter finns listade i Catalogue of Life.